# Plenoptisk kamera

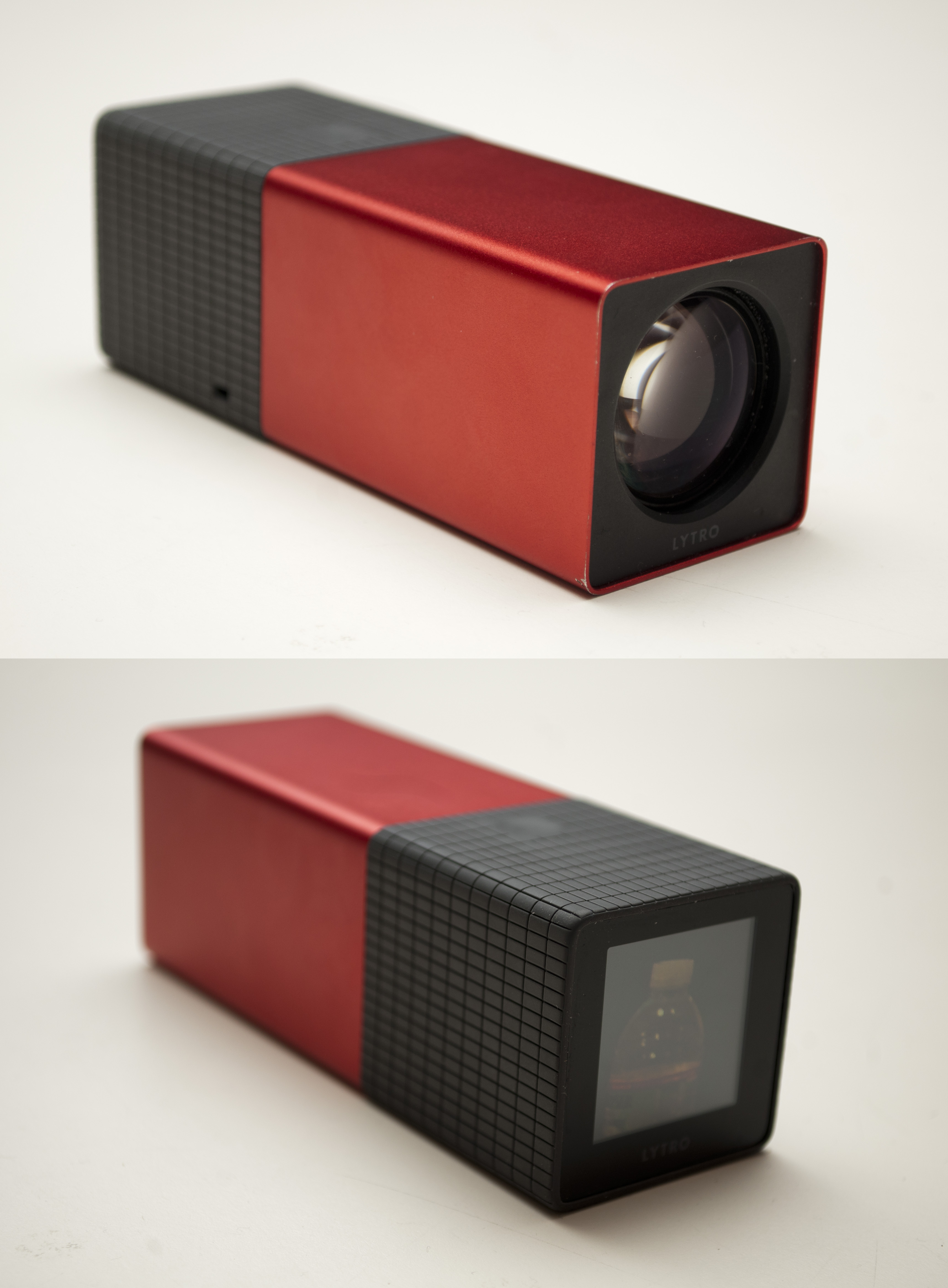
Plenoptisk kamera tillverkad av Lytro Inc., USA.

En plenoptisk kamera eller ljusfältskamera är en kamera som möjliggör att ett datorprogram i efterhand kan ställa in bildens fokus och skärpedjup. Tekniken möjliggör potentiellt även att olika bildvyer rekonstrueras i efterhand, exempelvis för 3D-film och 3DTV. 
Kameran registrerar inte bara ljusstrålars ljusstyrka och infallspunkt på en tvådimensionall yta, som en konventionell kamera, utan också strålarnas tvådimensionella infallsriktning. Sammantaget bildar den registrerade informationen ett vektorfält som kallas 4D-ljusfält. Utgående från 4D-ljusfältet kan djupinformation uppskattas, och ljusstrålarnas femdimensionella plenoptiska funktion beräknas, som beskriver ljuskällans tredimensionella position, strålens tvådimensionella riktning samt dess ljusstyrka. 